# サクラダイ
サクラダイ（桜鯛、学名：Sacura margaritacea） は、スズキ目スズキ亜目ハタ科ハナダイ亜科に属する魚。成長に伴い性別が変化する性転換をすることが知られている。かつて本邦の固有種とされていた。基本的に群れて生息する。オスの体色はとても美しく海外でも人気を集めている。

## 分布
主に東京湾以南の南日本沿岸各所に分布する。駿河湾では水深45ｍ以浅の比較的大型の転石が広がる岩礁帯で群生し、少数の個体は水深7mほどでも発見される。
これまで日本の固有種と考えられていたが、近年パラオ近海などでも生息が確認されている。ダイビング人気に伴って、通常のスクーバダイビングで観察できるポイントは徐々に増えつつある。

## 形態
体長約15cm。外見上の雌雄差は顕著であり体の色や模様が異なる。メスは背鰭棘部に１黒斑を有し、朱赤色で海底付近では淡橙色を呈する。オスは黒斑がなく体側に広く光る小斑が散在する点が大きく異なり、海底では青味を帯びた紫赤色にみえることが多い。全長70mm未満の幼魚では色彩が淡いほかはメスの成魚と外見上はほとんど変わらない。胃はY字型ないしV字型である。
婚姻色の雄は、顔の色が銀色に近い桜色となる。メスの生物学的最小形は74～78.4mmであり、1～2歳と推定される。
駿河湾では尾叉長110～128mmの間に性転換が起こることが組織学的に認められており、メスからオスへ中間型は12月～4月の間に限定的に観察されている。

## 生態

### 繁殖
駿河湾では産卵期は８～11月で9月が最盛期とされる。この時期を迎えると群れは浅所に向かって広がり、産卵の終了とともに再び深場へと移動する。

### 初期生活史（仔魚前期まで）
水温24.3～28.5℃では以下のとおり。

#### 卵形態
受精卵は無色透明の球形の浮遊卵で、卵径は約0.8mm。

#### 卵発生
受精30分後に2細胞期、40分後には4細胞期となり、2時間後桑実期に達する。8時間後には筋肉節が認められ、9時間後には原口が閉鎖し筋肉節数が倍となる。その頃には眼胞が出現する。12時間後には胚体尾部が遊離し、その後、心臓原基、レンズおよび耳嚢が分化し、筋肉節は19となり、胚体背面に点状の黒色素胞が出現する。14時間後、心臓の拍動がみられ、胚体は盛んに動くようになる。16時間後、孵化する。

#### 仔魚前期
孵化直後の仔魚は全長1.5mm前後。筋肉節数は13+13の26で、頭部前端に黒色素胞が出現し、頭頂部から尾部背面にかけて7個認められる。仔魚は頭部を上に懸垂状態で水面直下に浮きほとんど動かない。孵化後3時間後には尾部末端の筋肉節数は13+15の28となり、9時間後には全長2.1mmほどに達する。懸垂状態は依然続く。21時間後、全長2.3mm前後となり、肛門は体の中央に開き、水面よりやや沈下し活発に遊泳するようになる。38時間後には胸鰭ができ、48時間後には全長2.5mm前後となる。口が開き眼の後端が黒化し体の腹面に点状黒色素胞が出現する。肛門の位置は変わらない。

### 食性
胃内容物調査から本種は周年にわたり動物プランクトン食性である。摂餌量には著しく個体差が認められるものの、季節変動や雌雄差などは認められないとされる。

## 人間とのかかわり
水産上は重要でない。市場に桜鯛として流通しているのは春先に漁獲されるマダイのことである。小魚であるため、ほとんど市場には流通しない。主にかまぼこの原料として使われる。その他の料理法として、塩焼き、煮付けなどがある。

## 近縁種
- Sacura boulengeri(Heemstra, 1973)

- Sacura parva

Heemstra & Randall, 1979
- Sacura speciosa

Heemstra & Randall, 1979